# Sturmiopsis inferens
Sturmiopsis inferens är en tvåvingeart som beskrevs av Townsend 1916. Sturmiopsis inferens ingår i släktet Sturmiopsis och familjen parasitflugor. Inga underarter finns listade i Catalogue of Life.